# Kenneth Jewett
Kenneth DuBois Jewett (Fitchburg, 2 ottobre 1880 – Boston, 1944) è stato un pugile statunitense.

## Carriera
Partecipò alle gare di pugilato dei pesi leggeri ai Giochi olimpici di Saint Louis 1904, dove fu sconfitto da Harry Spanjer al primo match.